# Kif Tebbi
Kif Tebbi és una pel·lícula muda italiana del 1928 dirigida per Mario Camerini i rodada en gran part a la Líbia en aquella època una colònia italiana. Es considera una de les pel·lícules "colonials" més importants fetes a Itàlia, i en aquell moment es va presentar com un intent de reviure el cinema italià després de la crisi dels anys 20.

## Argument
El jove libi Ismail torna al seu país després d'estudiar durant anys a Europa i absorbir les seves idees i costums. Poc després del seu retorn, va esclatar la guerra entre Itàlia i l'Turquia i els soldats otomans es van abandonar a la violència i al saqueig. Durant un d'aquests Ismail rescata i salva la jove Mné i després la confia al seu servent Taléb. Però el ric àrab Rassim, que fa costat als turcs, intenta segrestar-la i Ismail el mata. És empresonat per això però aconsegueix escapar i retrobar-se amb Mné. Els dos joves, ara enamorats, són testimonis de la derrota dels turcs per part dels soldats italians i confien que la nova bandera serà font de felicitat i progrés.

## Repartiment
- Marcello Spada: Ismail ben Temsichet
- Donatella Neri: Mné
- Laura Orsini: Gamrà
- Ugo Gracci: Taléb
- Gino Viotti: Ayad
- Alberto Pasquali: oficial dels Zaptié
- Piero Carnabuci: Rassim
- Enrico Scatizzi: coronel Musa Bey
- Renato Visca: Muktar
- Carlo Benetti: Mabrul al Ghadi

## Realització de la pel·lícula

### Història i guió
Kif Tebbi (Com tu vulguis en àrab) està basada en una novel·la homònima de l'escriptor i periodista ticinès Luciano Zuccoli (nascut von Ingenheim), que constitueix un dels primers exemples de narrativa italiana de temàtica colonial, una tendència ja estesa a Europa en una època en què aquest plantejament amb els pobles sotmesos era normal. Zuccoli, partidari convençut de les idees colonialistes italianes, havia viscut i viatjat a Tripolitània, inspirant-se en això per a la seva història, publicada el 1924 per l'editorial Treves. En el guió editat per Luciano Doria, amb la participació no acreditada tant de Camerini com de Corrado D'Errico -que també va ser ajudant de direcció- afloren referències a escenaris i personatges de la pel·lícula francesa, L'Atlantide de Feyder, en particular.

### Producció: l’A.D.I.A
La pel·lícula de Camerini, la segona que va fer a Líbia després de Maciste contro lo Sceicco també en funció del seu desig de «viure una aventura», va ser el resultat d'una iniciativa de producció cooperativa, els "Autori Direttori Italiani Associati", establerta a Roma el novembre de 1927 per un grup de cineastes.

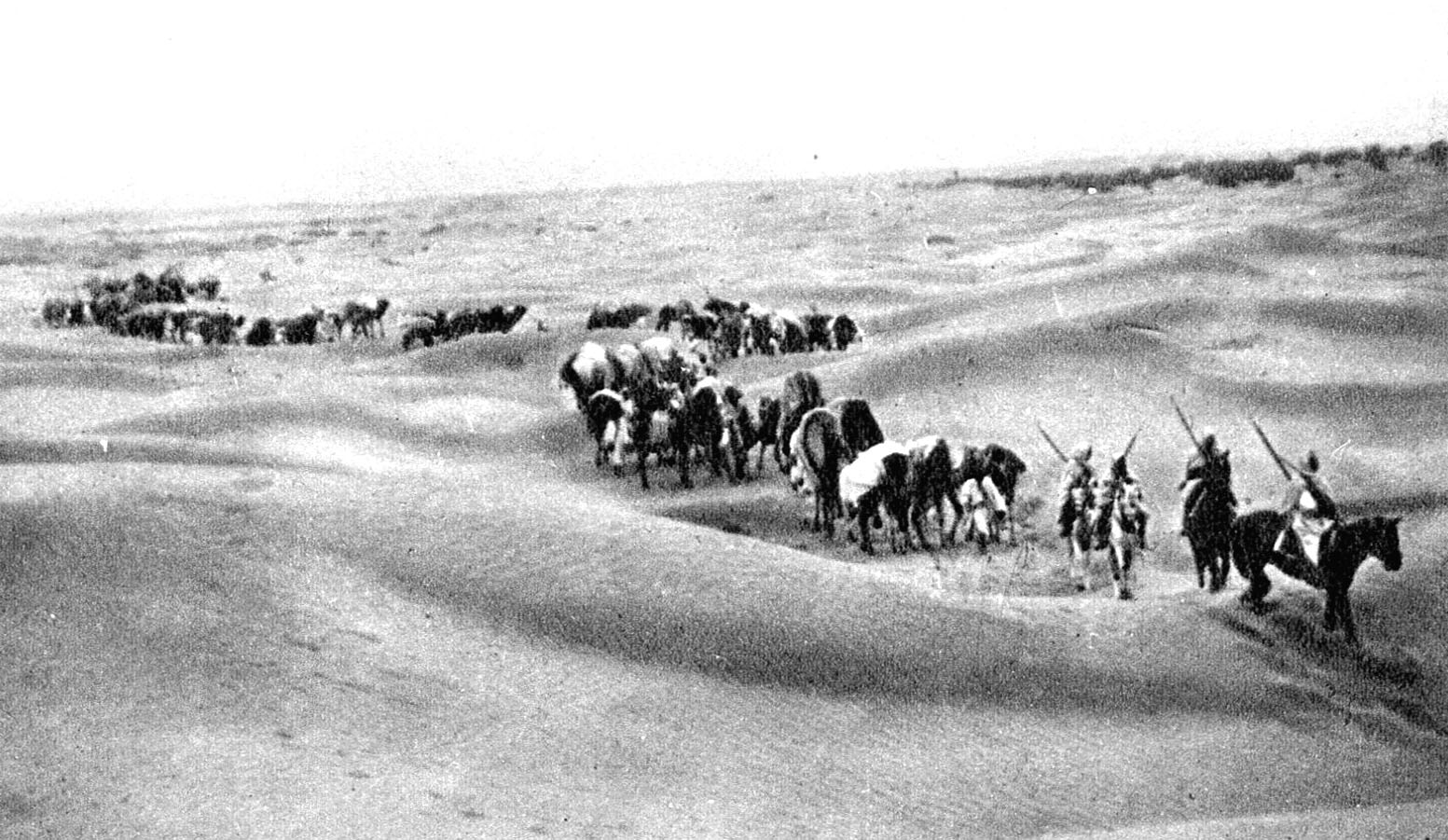
foto d’escenari al desert libi

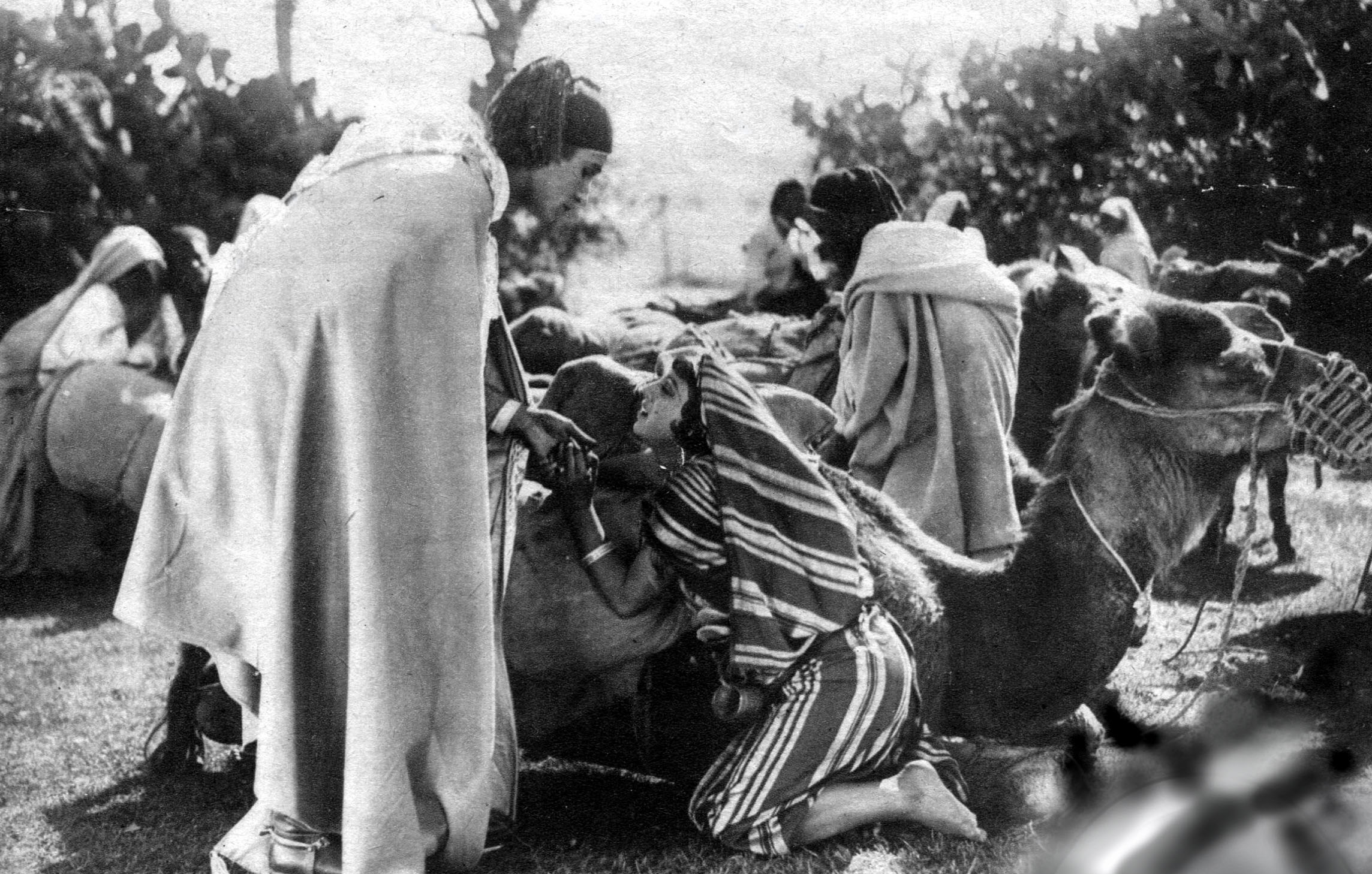
l'oasi

Els fundadors van ser Luciano Doria (que també n'era el director), el mateix Camerini, Aldo De Benedetti, Gabriellino D'Annunzio, Roberto Roberti i Guglielmo Zorzi), amb la participació econòmica també d'Augusto Genina, encara treballant a l'estranger en aquell moment.
La iniciativa s'emmarcava en els diferents intents d'implementar una recuperació ("la rinascita") de la cinematografia italiana després de la crisi que l'havia assolit als anys vint. En aquest sentit va ser contemporània -però no competitiva- amb la creació semblant de l' "Augustus" (del qual va néixer Sole) del grup reunit al voltant d'Blasetti i a la revista va dirigir Cinematografo, que de fet saludarà a Kif Tebbi com a «la primera pel·lícula de la nova cinematografia italiana que donarà una lliçó als molts escèptics de cafè i experts de cantina».
Per al finançament, es va subscriure els fundadors de l'A.D.I.A., cadascun dels quals va aportar 10.000 lires italianes complementat amb un préstec bancari d'un advocat. Kif Tebbi va ser la segona pel·lícula produïda per l'empresa (la primera va ser Brigata Firenze, que no va tenir gaire èxit) a la qual van seguir només tres més abans de tancar-se al cap d'un trienni d’activitat. D'ells és un dels dos supervivents (l'altre és La grazia) i ara està disponible, després d'haver estat sotmès a una acurada restauració (vegeu requadre), a la Cineteca di Bologna, mentre que altres còpies es conserven en institucions holandeses i luxemburgueses similars.

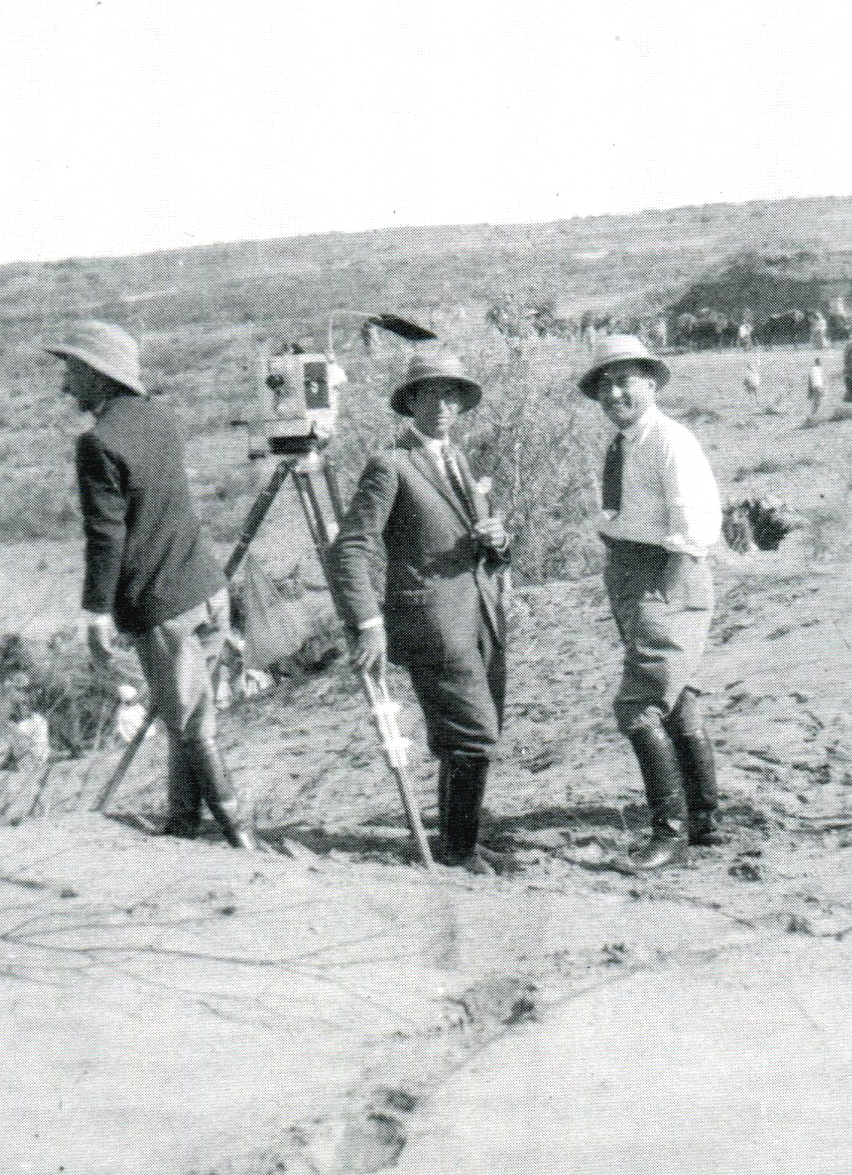
Maig 1928: Camerini (a la dreta) i alguns tècnics al set de Kif Tebbi al desert libi

### Rodatge
Kif Tebbi es va rodar a diversos llocs de Líbia, a Jeffren, Giafara, a Cufra i als afores de Trípoli. En alguns casos la comparsa tenia una escorta militar per por a l'hostilitat de les poblacions locals. També es van crear altres escenes externes a Sorrento i al vaixell que transportava la tripulació a Líbia, mentre que per als interiors es van utilitzar els teatres romans del "Palatino". El treball va durar uns dos mesos, de maig a juny de 1928, i a finals de juliol la pel·lícula estava a punt. Des del punt de vista tècnic, la fotografia va ser a càrrec de Ferdinando Martini, considerat especialista en ambients africans, mentre que Camerini al plató libi va experimentar amb un sistema de rodatge que li permetia transmetre la impressió de l'ondulació. de les dunes del desert.

### Intèrprets
A causa del pressupost limitat disponible, Camerini va optar per actors poc coneguts o debutants per als protagonistes. Kif Tebbi va ser la primera pel·lícula de Marcello Spada, per a la qual va ser escollit gairebé a l'atzar després d'una trobada fortuïta que va tenir a Nàpols amb el director, mentre que Donatella Neri només havia participat en dues pel·lícules i després de Kif Tebbi només va tenir un parell de papers més. Un dels actors, Alberto Pasquali, que havia caigut malalt a Líbia durant el rodatge de la pel·lícula, va morir el febrer de 1929.

## Estrena
La pel·lícula va patir algunes retallades per part dels censors (l'autorització dels quals es va donar a conèixer el 30 de novembre de 1928) que van demanar atenuar algunes escenes de saqueig per part dels turcs considerades massa cruesn. La seva funció com a possible "pel·lícula del renaixement" va obrir les portes d'una "estrena" que va tenir lloc el 16 de novembre de 1928 en presència del ministre de Corporacions Giuseppe Bottai, i la va valer. la concessió d'una contribució pública -va ser la primera vegada a Itàlia a favor d'un llargmetratge- de 50.000 lires.

### Crítiques contemporànies
Quan es va estrenar, Kif Tebbi va rebre elogis unànimes de la crítica, que la va apreciar no sols per la seva realització, sinó també per la seva recuperació de la producció, de la qual «aquests primers passos, com l'A.D.I.A., donen motiu a l'esperança [d'una] pel·lícula sense excessives pretensions amb la forma senzilla de la il·lustració d'una història que aconsegueix satisfer l'espectador». Pel que fa a la qualitat de la pel·lícula, hi va haver qui va considerar « meravellosa la posada en escena, la tècnica molt acurada, l'elecció d'ubicacions adequades, la nitidesa fotogràfica, l'execució i la interpretació: tot està en ordre, sense falses notes ni mancances", mentre que es va valorar que Camerini, "tot i haver de crear una història que transcorre en un entorn molt explotat, va poder oferir-nos una pel·lícula totalment lliure de llocs comuns embafadors» o "l'acció estreta i dramàtica, la interpretació ambientada i excel·lentment interpretada per tots els actors, els estupends exteriors de la nostra propera terra d'Àfrica". També es va apreciar com una «alegre traducció a la pantalla d'una obra que té en si les qualitats particulars de la nostra sensibilitat mediterrània».

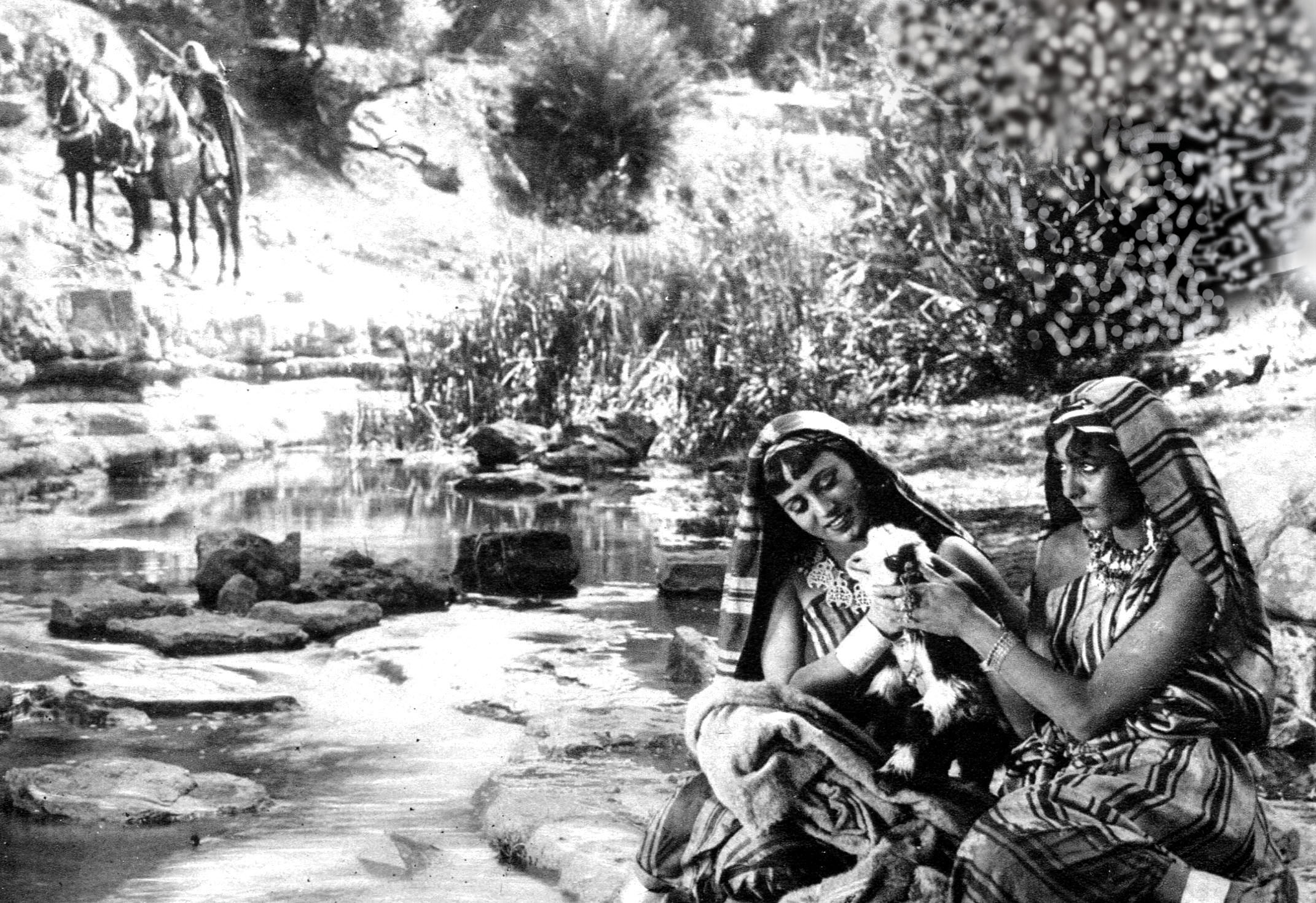
Donatella Neri e Laura Orsini

### Resultat econòmic
Encara que no es disposa de dades sobre els resultats econòmics de les pel·lícules italianes de l'època, molts testimonis coincideixen en el fet que Kif Tebbi va aconseguir un bon rendiment en taquilla, començant pels del mateix Camerini o del protagonista Spada, que gairebé 50 anys després ho va recordar com un «gran èxit». De fet, la pel·lícula de Camerini va ser una de les poques produïdes a Itàlia en aquells anys que va aconseguir exportar-se a l'estranger, projectant-se amb èxit de públic i crítica a París, al cinema "Hyppodrome" de Londres, acollida per un gran públic i a la "V.th Avenue Playhouse" de Nova York, rebent també, en aquella ocasió, un reconeixement a New York Times pel «magnífic paisatge [i] la vida local revifada amb fidelitat poc comuna» així com al New York Herald Tribune i al Daily News, que elogiava les escenes, els paisatges i el ritme de la pel·lícula. Davant l'èxit, hi va haver qui de seguida es va afanyar a crear-ne un altre de temàtica sahariana l'any següent amb La sperduta di Allah, però sense grans resultats.

### Comentaris posteriors
Amb el pas del temps, els judicis sobre Kif Tebbi es van centrar principalment en dos aspectes: el seu valor propagandístic i el seu paper en el "renaixement" del cinema italià. Pel que fa a la primera, Camerini, recordant la pel·lícula, va negar decididament que tingués intencions propagandístiques, tot i que quan es va estrenar a l'estranger es va jutjar de la següent manera. Posteriorment, diversos comentaristes la van considerar «el prototip del cinema colonial feixista [amb] esquematisme ideològic previsible que contrasta la modernitat occidental amb l'arcaisme àrab». Encara que aquest plantejament vinculat a la penetració italiana a l'Àfrica s'expressa de manera més o menys intencionada, l'objectiu continua sent «crear un món en el qual els àrabs, alliberats dels malvats turcs, necessiten ser "controlats" pels italians».

Pel que fa a la "rinascita", s'ha indicat Kif Tebbi, juntament amb Sole, entre les pel·lícules que marquen els intents de renovació del cinema italià: tant obres "de grup", creades gràcies a iniciatives autofinançades de joves cineastes "independents" i ambdues basades en temes de conquesta: colonials en aquest cas, de terres de la malària a l'altre. Però l'esperada represa de la producció italiana que els havia inspirat no va arribar, ni l'intent d'unir-se a l'A.D.I.A. i "Augustus" de Blasetti (el consorci hauria d'haver inclòs també la productora milanesa S.A.C.I.A. de Rotaie): la primera va tancar el 1930, mentre que la segona va fer fallida el juny de 1931.